# Opuntia insularis
Opuntia insularis es una especie fanerógama perteneciente a la familia  Cactaceae. Es endémica de Ecuador en las Islas Galápagos.

## Descripción
Opuntia insularis es un arbusto que crece como un árbol y alcanza un tamaño de 1,5 a 2,5 metros de altura. Es poco probable que forme una colonia. Las secciones del tallo son de color verde a amarillo verdoso oblongo redondas o ovales, de 20 a 52 centímetros de largo, 18 a 25 de anchos y un grosor de 0,5 a 2,5 cm. Las areolas de 14 a 18 mm espaciadas son blanquecinas y tienen un diámetro de entre 4 a 7 milímetros. Los  gloquidios amarillos miden 4 a 6 milímetros de largo. Las 10 a 50  espinas son de color amarillo con la edad marrón rojizo o marrón oscuro, y se distribuyen uniformemente. La mayoría es de 1 a 2cm de largo, pero algunos son de hasta 5 cm de largo. Probablemente las flores son amarillas, poco se sabe. Los frutos son verdes y esféricos, miden 2 a 4,2 cm de longitud, el diámetro puede alcanzar 2 a 3 cm y están cubiertos con pequeñas espinas y gloquidios.

## Distribución
Opuntia insularis está distribuida en las Islas Galápagos en Isla Fernandina e Isla Isabela.

## Taxonomía
Opuntia insularis  fue descrita por Robert Stewart y publicado en Proceedings of the California Academy of Sciences, Series 4, 1: 113. 1911.
Etimología
Opuntia: nombre genérico  que proviene del griego usado por Plinio el Viejo para una planta que creció alrededor de la ciudad de Opus en Grecia.
insularis: epíteto latino que significa "que crece en una isla".
Sinonimia
- Opuntia galapageia var. insularis Backeb.[5]